# Esenbeckia peruviana
Esenbeckia peruviana är en tvåvingeart som beskrevs av Burger 1999. Esenbeckia peruviana ingår i släktet Esenbeckia och familjen bromsar. Inga underarter finns listade i Catalogue of Life.